# A l'atzar, Baltasar
A l'atzar de Baltasar és una pel·lícula francesa de 1966 dirigida per Robert Bresson. És considerada com una de les millors pel·lícules del segle xx.

## Sinopsi
Els primers anys del ruc Baltasar van ser feliços, en companyia de Marie (Anne Wiazemsky), una tímida camperola, i de Jacques (Walter Green), el seu company de vacances parisenc. En créixer Marie, la parella se separa; llavors la pel·lícula segueix els seus destins paral·lels: tots dos són maltractats per aquells que es troben en el seu camí. El ruc té diversos amos, la majoria dels quals l'exploten, usant-lo com a bèstia de càrrega. Baltasar assumeix els seus sofriments amb noblesa i saviesa, convertint-se en un sant durant el procés. Baltasar i Marie normalment pateixen en mans de les mateixes persones. Finalment, es desconeix el destí de Marie, mentre que el de Baltasar queda aclarit.

## Repartiment
- Anne Wiazemsky: Marie
- François Lafarge: Gerard
- Philippe Asselin: Pare de Marie
- Nathalie Joyaut: Mare de Marie
- Walter Green: Jacques
- Jean-Claude Guilbert: Arnold
- Pierre Klossowski: Venedor
- François Sullerot: Forner
- Marie-Claire Fremont: Dona del forner
- Jean Rémignard: Notari

## Producció
Després de realitzar bona part de la seva filmografia anterior seguint els principis de la "cinematografia pura" que el propi Bresson havia perfilat, Bresson va decidir avançar cap a un nou estil cinematogràfic. El guió està vagament inspirat en L'idiota de Dostoyevski. Cada episodi en la vida de Baltasar representa un dels set pecats cabdals. Bresson declararia més tard que el film "estava compost de moltes línies que interseccionen amb unes altres".
Ghislain Cloquet va ser el càmera d' A l'atzar de Baltasar, sent aquesta la primera de les tres pel·lícules que Cloquet va filmar per a Bresson. La llarga col·laboració de Bresson amb Léonce-Henri Burel havia acabat amb l'anterior film de Bresson, El procés de Joana d'Arc.

## Estil
Bresson va acabar per polir en aquest film l'estil minimalista del que és màxim capdavanter. Com en la major part de la seva filmografia, la majoria d'actors no són professionals. Utilitza en comptades ocasions el subratllat musical. Així mateix, les el·lipsis són fonamentals: arriba a no mostrar visualment elements clau de la narració.

## Reconeixements
L'estrena va tenir lloc en el Festival Internacional de Cinema de Venècia de 1966, on va obtenir el premi OCIC (Organització Internacional Catòlica de Cinema), el Premi Sant Giorgio i el Premi New Cinema.
Jean-Luc Godard va dir de la pel·lícula que "qualsevol que vegi aquest film quedarà absolutament enlluernat […] perquè aquest film és, en veritat, el món en una hora i mitja". Andrew Sarris, en la seva crítica de 1970, va escriure: "Cap film que hagi vist ha arribat tan prop de convulsionar tot el meu ser".
Durant l'emissió d'un programa de Pour le plaisir, Jean-Luc Godard, Louis Malle, François Reichenbach o Marguerite Dures van expressar la seva admiració per la pel·lícula.